# Путієць (зупинний пункт)
Путі́єць — пасажирський залізничний зупинний пункт Херсонської дирекції залізничних перевезень Одеської залізниці на лінії Миколаїв — Колосівка між станціями Мішкове (4 км) та Тернівка-Миколаївська (15 км). Розташований на початку півострова Аляуди, у Центральному районі міста Миколаїв Миколаївської області.
Зупинний пункт має назву Путієць, проте в українській мові доречно використовувати відповідну назву —  Колійник.

## Пасажирське сполучення
На платформі Путієць зупиняються приміські поїзди сполученням Миколаїв-Вантажний — Колосівка (курсує 
одна пара поїздів щоп'ятниці та щонеділі).